# Contea di Texas (Missouri)
La contea di Texas in inglese Texas County è una contea dello Stato del Missouri, negli Stati Uniti. La popolazione al censimento del 2000 era di 23 003 abitanti. Il capoluogo di contea è Houston